# Make You Stay
«Make You Stay»  es el segundo sencillo del EP debut Negatives de la banda estadounidense The Girl and the Dreamcatcher. Es el último sencillo lanzado por la banda antes de la separación de la misma.

## Lista de canciones
| N.º | Título          | Escritor(es)                  | Duración |  |
| 1.  | «Make You Stay» | The Girl and the Dreamcatcher | 3:34     |  |